# 서울특별시동작관악교육지원청
서울특별시동작관악교육지원청(서울特別市銅雀冠岳敎育支援廳, Seoul Dongjak Gwanak District Office of Education)은 서울특별시 동작구, 관악구를 관할하는 서울특별시교육청 산하의 교육지원청이다.
교육장은 장학관으로 보한다.

## 산하기관

### 동작구
초등학교
| - 서울강남초등학교 - 서울남사초등학교 - 서울남성초등학교 - 서울노량진초등학교 - 서울대림초등학교 - 서울동작초등학교 | - 서울문창초등학교 - 서울보라매초등학교 - 서울본동초등학교 - 서울삼일초등학교 - 서울상도초등학교 - 서울상현초등학교 | - 서울신길초등학교 - 서울신남성초등학교 - 서울신상도초등학교 - 서울영본초등학교 - 서울영화초등학교 - 서울은로초등학교 | - 서울행림초등학교 - 서울흑석초등학교 - 중앙대학교 사범대학 부속초등학교 |

중학교
| - 강남중학교 - 강현중학교 - 국사봉중학교 - 남성중학교 | - 대방중학교 - 동양중학교 - 동작중학교 - 문창중학교 | - 사당중학교 - 상도중학교 - 상현중학교 - 성남중학교 | - 숭의여자중학교 - 영등포중학교 - 장승중학교 - 중앙대학교 사범대학 부속중학교 |

### 관악구
초등학교
| - 서울관악초등학교 - 서울구암초등학교 - 서울난곡초등학교 - 서울난우초등학교 - 서울난향초등학교 - 서울남부초등학교 | - 서울당곡초등학교 - 서울미성초등학교 - 서울봉천초등학교 - 서울봉현초등학교 - 서울사당초등학교 - 서울삼성초등학교 | - 서울신림초등학교 - 서울신봉초등학교 - 서울신성초등학교 - 서울신우초등학교 - 서울원당초등학교 - 서울원신초등학교 | - 서울은천초등학교 - 서울인헌초등학교 - 서울조원초등학교 - 서울청룡초등학교 |

중학교
| - 관악중학교 - 광신중학교 - 구암중학교 - 난우중학교 | - 남강중학교 - 남서울중학교 - 당곡중학교 - 미성중학교 | - 봉림중학교 - 봉원중학교 - 서울문영여자중학교 - 성보중학교 | - 신관중학교 - 삼성중학교 - 신림중학교 - 인헌중학교 |

## 같이 보기
- 대한민국 교육부